# Пшенична Любов Антонівна
Любо́в Анто́нівна Пшени́чна (нар. 29 червня 1955 року, с. Закриниччя, Баранівського району Житомирської області) — українська поетеса, педагог. Дружина письменника Миколи Пшеничного.

## Життєпис
Закінчила дошкільне відділення Рівненського педагогічного інституту. Працювала учителем та вихователем. Відмінник народної освіти УРСР. Викладала у Дубенському педагогічному коледжі, працювала в Дубенському міськвідділі соцзахисту на Рівненщині.
Голова Дубенської регіональної організації Національної спілки письменників України.
Багато пісень на вірші Любові Пшеничної написала композиторка Галина Мосійчук  («Маленька зіронька», «Катерина», «Жорна», «Мої земляки», «Бабине літо», «Дорога», «Кобзарева пісня», «Вербова колиска»).
Твори Любові Пшеничної входять до шкільних підручників для учнів молодших класів, друкувалися в перекладах російською, білоруською, тувинською мовами.
Лауреат обласної літературної премії імені Валер'яна Поліщука, просвітянської премії імені Грицька Чубая. Переможець конкурсів Краща книга Рівненщини: у номінації "Краще видання для дітей" - 2011 р.; "Краще прозове видання" - 2013 р.; "Краща поетична збірка" - 2015 р.

## Книги
- «Чорногузики» (1988),
- «День народження сопілки» (1989),
- «Боря з Мухоморії та його друзі» (1991),
- «Весела абетка» (1992),
- «Дитейка» (1992),
- «Картопляна історія» (1992),
- «Сонна лічилка» (1992),
- «Босоніж по материнці» (1995),
- «Микола Жулинський. Літературний портрет» (2000)
- «Вогник на калині» (2001), "
- «Любавин дзвін» (2003),
- «Дика лілея» (2005),
- «Калиновий дід» (2005),
- «Бегемотове болото» (2007),
- «Загадки-привіти для малят про квіти» (2007),
- «Зайчикова читанка» (2007),
- «Казка про зайчат» (2007),
- «Коли зацвітуть лілеї» (2008),
- «Пташка з райського саду» (2012),
- «Гойдалка для жука» (2012),
- «Життя і воскресіння» (2015),
- «Чорні черешні» (2015),
- «Чемер'ян» (2016),
- «Хто впізнає?» (2016)
- «Моє королівство» (2017),
- «Золоті ключики» (2017),
- «У сяйві соняхів» (2017),
- «Запахло пирогами» (2021)[7]